# Australische Kupferköpfe
Australische Kupferköpfe (Austrelaps) sind eine Gattung von Schlangen aus der Familie der Giftnattern. Verbreitungsgebiet der lebendgebärenden Arten ist das südöstliche Australien einschließlich Tasmanien. Die Gattung umfasst drei Arten: Zwergkupferkopf (A. labialis (Jan, 1859)), Hochlandkupferkopf (A. ramsayi (Krefft, 1864)) und Tieflandkupferkopf (A. superbus (Günther, 1858)).

## Merkmale
Die Australischen Kupferköpfe gehören mit ihren durchschnittlich 1,30 bis 1,80 Metern Länge zu den eher mittelgroßen Schlangenarten Australiens. Ihre Färbung variiert individuenabhängig von gelb über rotbraun und kupferfarben bis hin zu grau und tiefschwarz. Der namensgebende kupferfarbene Kopf ist häufig vorhanden, er kann jedoch auch die Farbe des Körpers haben. Bei vielen Individuen finden sich dunklere Nackenflecken. Die große Variationsbreite innerhalb aller Arten ist ein Grund dafür, dass bis in das 20. Jahrhundert hinein alle Tiere gemeinhin als zu einer Art gehörig angesehen wurden, obwohl es sich um drei Arten handelt, die alle bereits im 19. Jahrhundert beschrieben wurden.

## Lebensweise
Die Australischen Kupferköpfe sind während des größten Teils des Jahres tagaktiv und gehen nur während der heißesten Tage des Jahres nachts jagen. Sie sind besonders gut an Kälte angepasst und sind auch noch aktiv, wenn andere Arten bereits in die Winterruhe gegangen sind, außerdem sind sie die ersten Schlangen, die im Frühjahr wieder anzutreffen sind. Als einzige australische Schlangenarten findet man sie auch in höheren Lagen oberhalb der Schneegrenze.
Besonders häufig leben die Arten im Bereich von Wasser. Sie sind sehr gute Schwimmer und jagen im Wasser und an Land. Im Regelfall leben die Schlangen als Einzelgänger, bei günstigen Lebensbedingungen können sie jedoch auch in größeren Anzahlen auftreten. Die Paarungszeit der Tiere beginnt im Frühjahr und zum Ende des Sommers bringen die ovoviviparen Weibchen etwa 14 Jungschlangen mit jeweils etwa 20 Zentimetern Körperlänge lebend zur Welt.
Wie die meisten australischen Schlangen sind die Australischen Kupferköpfe unspezialisierte Jäger, die alle Beutetiere jagen, die sie überwältigen und schlucken können. Die Nahrung besteht dabei vor allem aus Fröschen und entsprechend sind die Kupferköpfe vor allem in froschreichen Gewässern zu finden. Die Australischen Kupferköpfe sind auch Kannibalen, sie jagen und verzehren ihre eigenen Artgenossen.

## Gift
Die Australischen Kupferköpfe gelten aufgrund ihres Giftes, das neben Neurotoxinen auch gewebe- und blutzersetzende Inhaltsstoffe enthält, als gefährlich. Die Tiere sind allerdings gewöhnlich nicht aggressiv und fliehen bei Störung. Kommt es zu einem Biss, injizieren die Schlangen relativ große Mengen ihres Giftes, die im Normalfall ausreichend sind, um einen gesunden erwachsenen Menschen zu töten, wenn er nicht mit einem Antiserum behandelt wird.